# Raoul Haspel
Raoul Haspel (* 22. Oktober 1979 in Wien) ist ein österreichischer Designer und Medienkünstler. Neben seiner künstlerischen Arbeit mit Stencils und Installationen arbeitet er im Bereich der Corporate Art an der Markendarstellung großer internationaler Unternehmen. Einer breiten Öffentlichkeit bekannt wurde er mit seinem Projekt Schweigeminute (Traiskirchen). Die Protestsingle mit 60 Sekunden Stille stand 2015 eine Woche lang auf Platz 1 der österreichischen Charts.

## Leben
Raoul Haspel stammt aus einer Künstlerfamilie. Sein Großvater war Restaurateur, sein Vater Skulpteur und Professor an der Akademie der bildenden Künste Wien. Er besuchte „Die Graphische“ in Wien und absolvierte danach in Dänemark ein Auslandsstudium in Film und Mode an der Medienskole Kopenhagen. Den Studiengang Digitale Kunst an der Universität für angewandte Kunst Wien bei Peter Weibel, Tom Fürstner, Ruth Schnell und Virgil Widrich schloss er 2009 mit einem Diplom in visueller Mediengestaltung ab.
In seiner künstlerischen Arbeit legt er sich nicht fest, sondern betätigte sich in verschiedenen Bereichen. Neben Installationen, Grafiken und Aktionskunst beschäftigte er sich auch mit Architektur, Industrial Design bis hin zur Werbung. Er widmet sich auch der Auftragskunst für große Unternehmen und erstellte „Corporate Art“ unter anderem für große Marken wie Red Bull, Breitling, Moët Hennessy oder Mærsk.
Im Internet wurde er bekannt, als er 2013 dem Moderator Armin Wolf für das Erreichen von 100.000 Likes auf seiner Facebook-Seite das Bild einer vietnamesischen 100.000-Dong-Banknote postete, auf der er das Gesicht von Ho Chi Minh zu dem von Wolf umgestaltet hatte.
Als 2015 die europäische Flüchtlingskrise eskalierte und das Flüchtlingslager Traiskirchen südlich von Wien völlig überfüllt war, was zu unhaltbaren Zuständen führte, entschloss sich Haspel zu einer künstlerischen Protestaktion. Er veröffentlichte eine Schweigeminute auf Single, also einen Track von 60 Sekunden Länge ohne jeden Ton und ohne jedes Geräusch. Dies wurde als ernsthafte Chartaktion geplant, bei der die Käufer der Single ihren Protest ausdrücken und gleichzeitig den Kaufpreis an eine Flüchtlingsorganisation spenden konnten. Das Projekt war erfolgreich und am 4. September 2015 nahm die Schweigeminute (Traiskirchen) Platz 1 der Charts ein. Beim Voices-for-Refugees-Konzert in Wien führte er die Schweigeminute auch vor Publikum auf. Über die Aktion wurde international in den Medien berichtet.